# ژان-اتین لیوتار
ژان-اتین لیوتار (فرانسوی: Jean-Étienne Liotard‎; ۲۲ دسامبر ۱۷۰۲ – ۱۲ ژوئن ۱۷۸۹) نقاش اهل سوئیس بود. او بیشتر به خاطر آثاری که با پاستل از سفرش به ترکیه کشیده‌است، مشهور است.

f

## نگارخانه

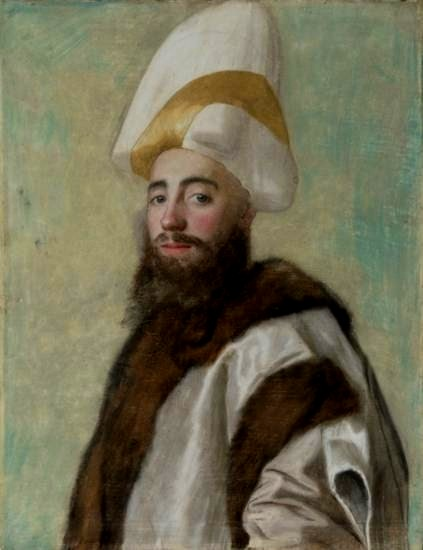
پُرترهٔ علی پاشا، نخست‌وزیر امپراتوری عثمانی حدودا بین ۱۷۳۸ و ۱۷۴۳ م. نگارخانه ملی لندن
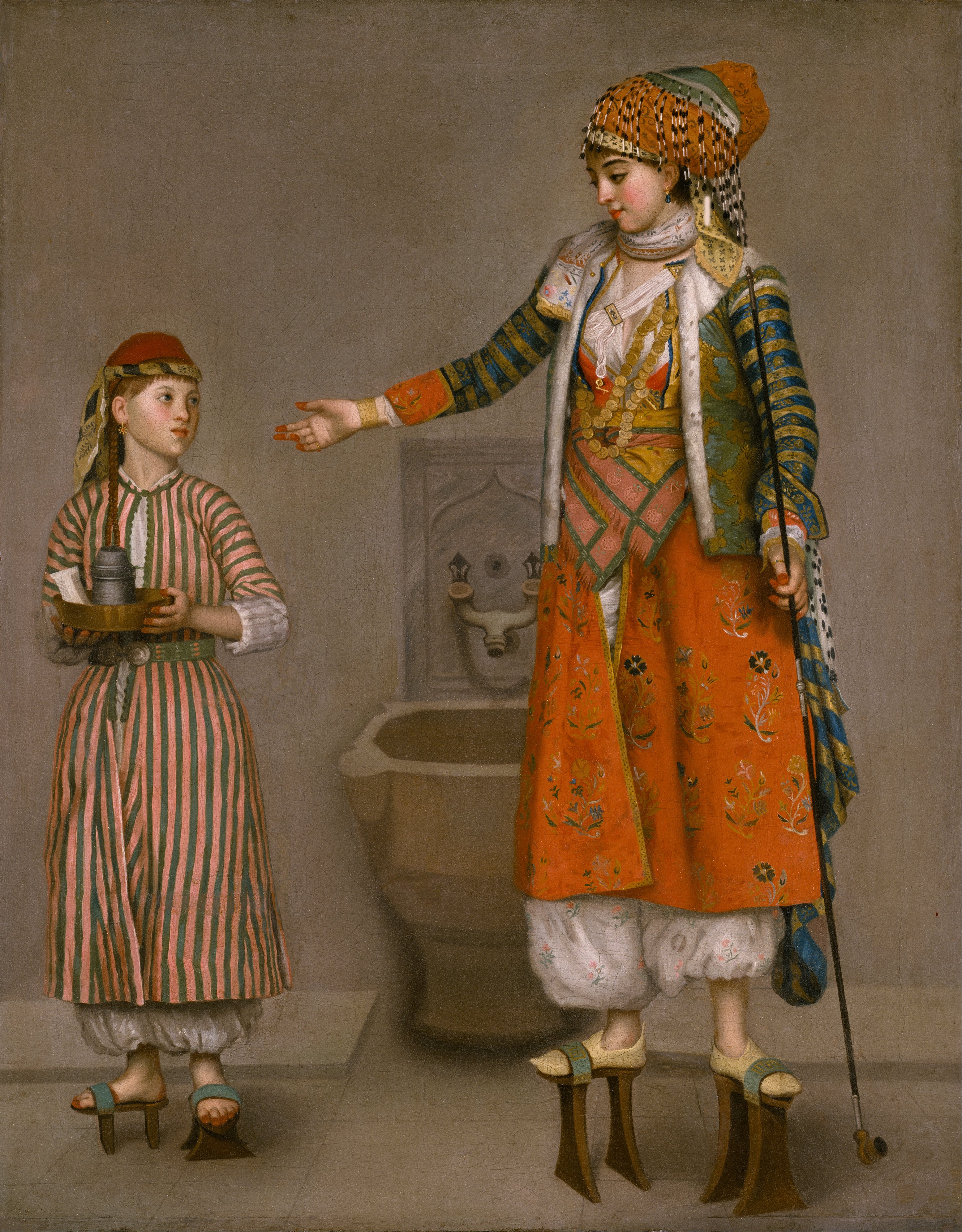
دختر اشراف‌زاده و پسرک خدمتکار ۱۷۵۰ م. موزه هنر نلسون اتکینز
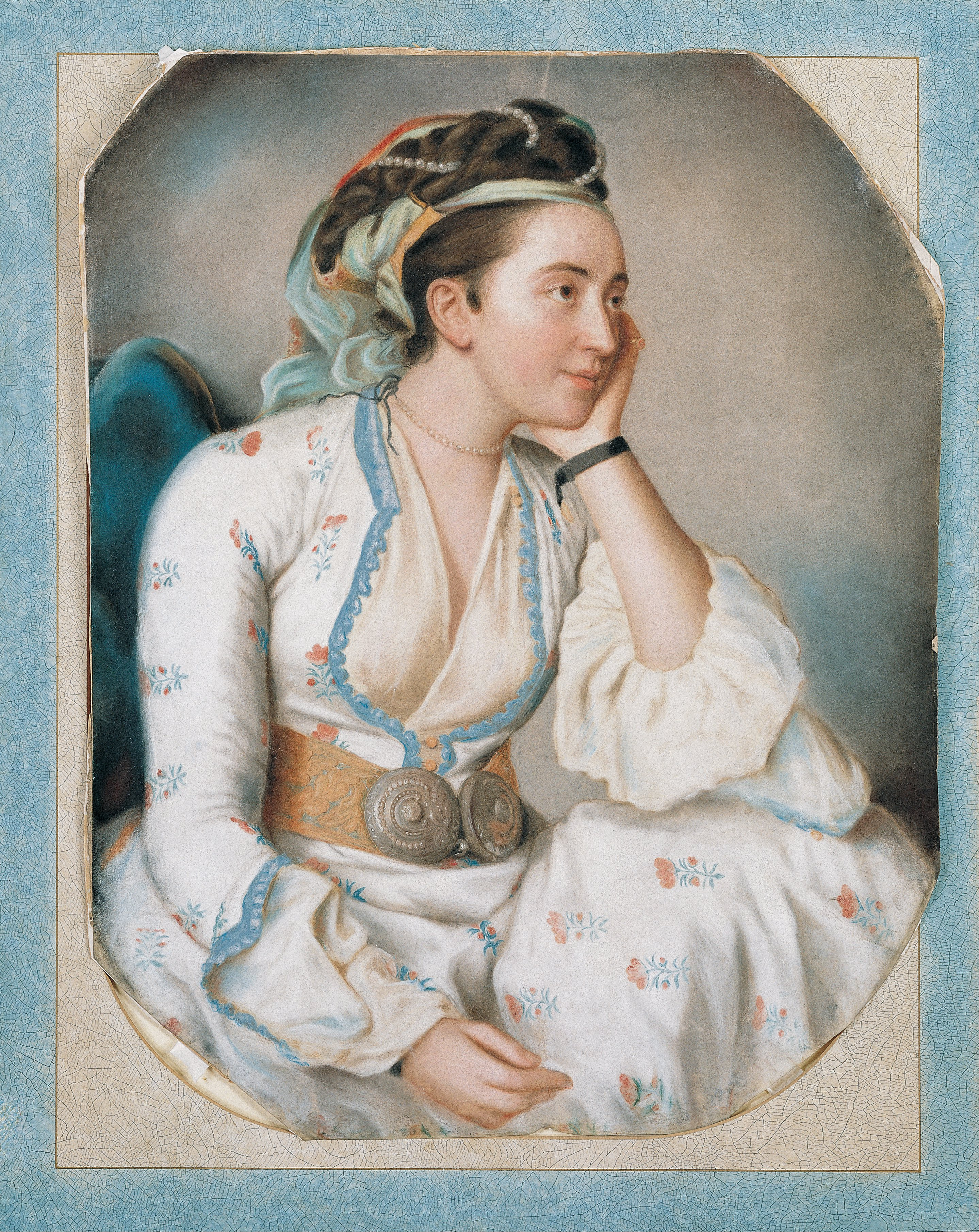
دختری با لباس ترکی نیمهٔ سده ۱۸ م. موزه پرا
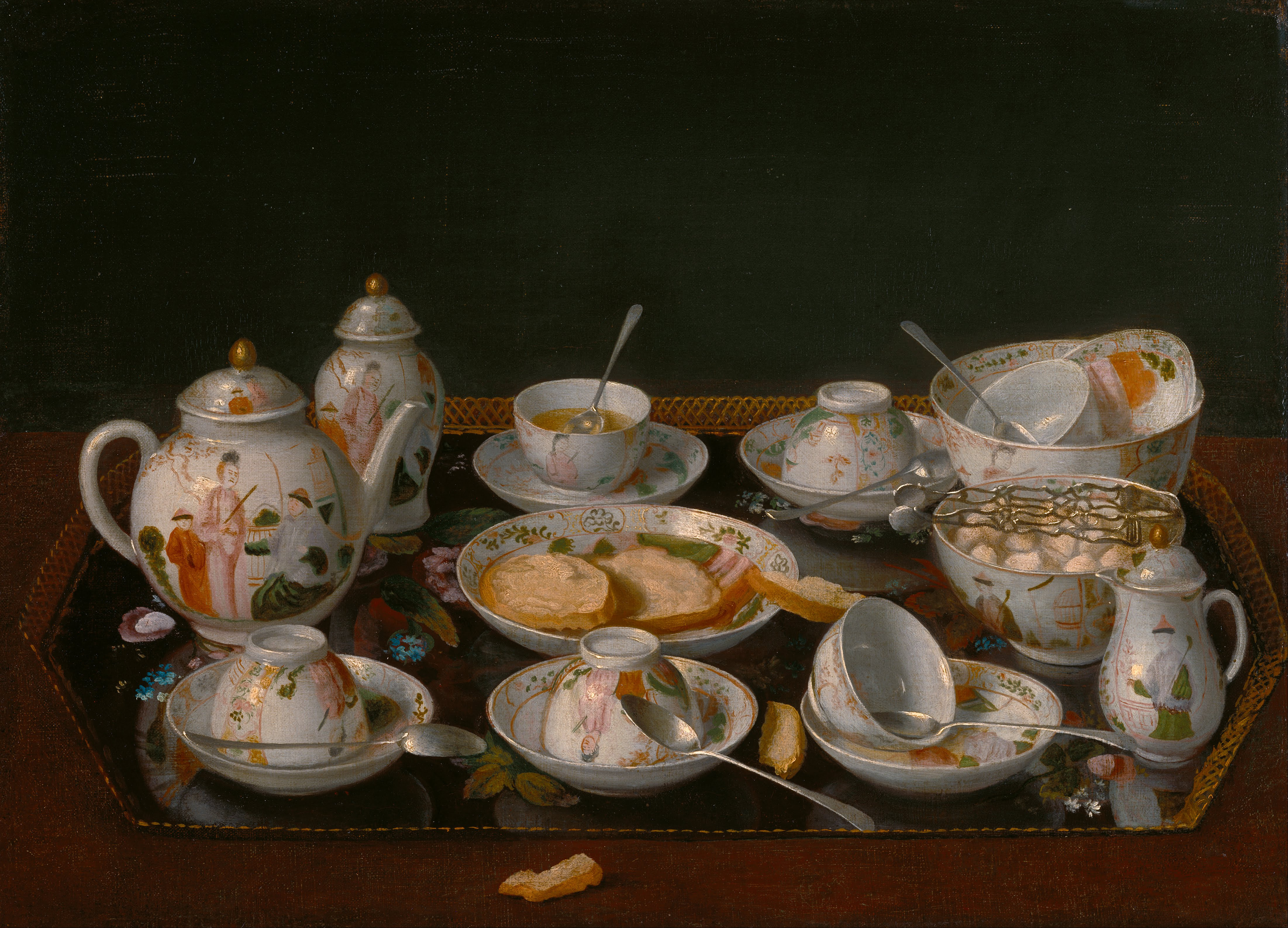
طبیعت بی‌جان سرویس چای‌خوری
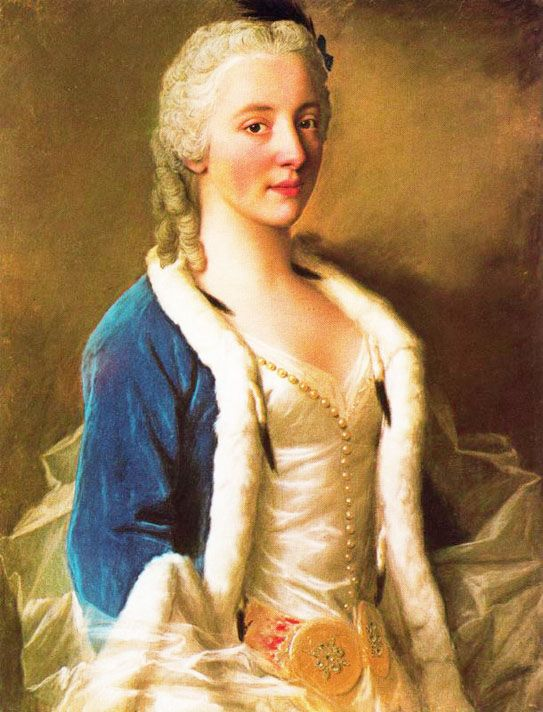
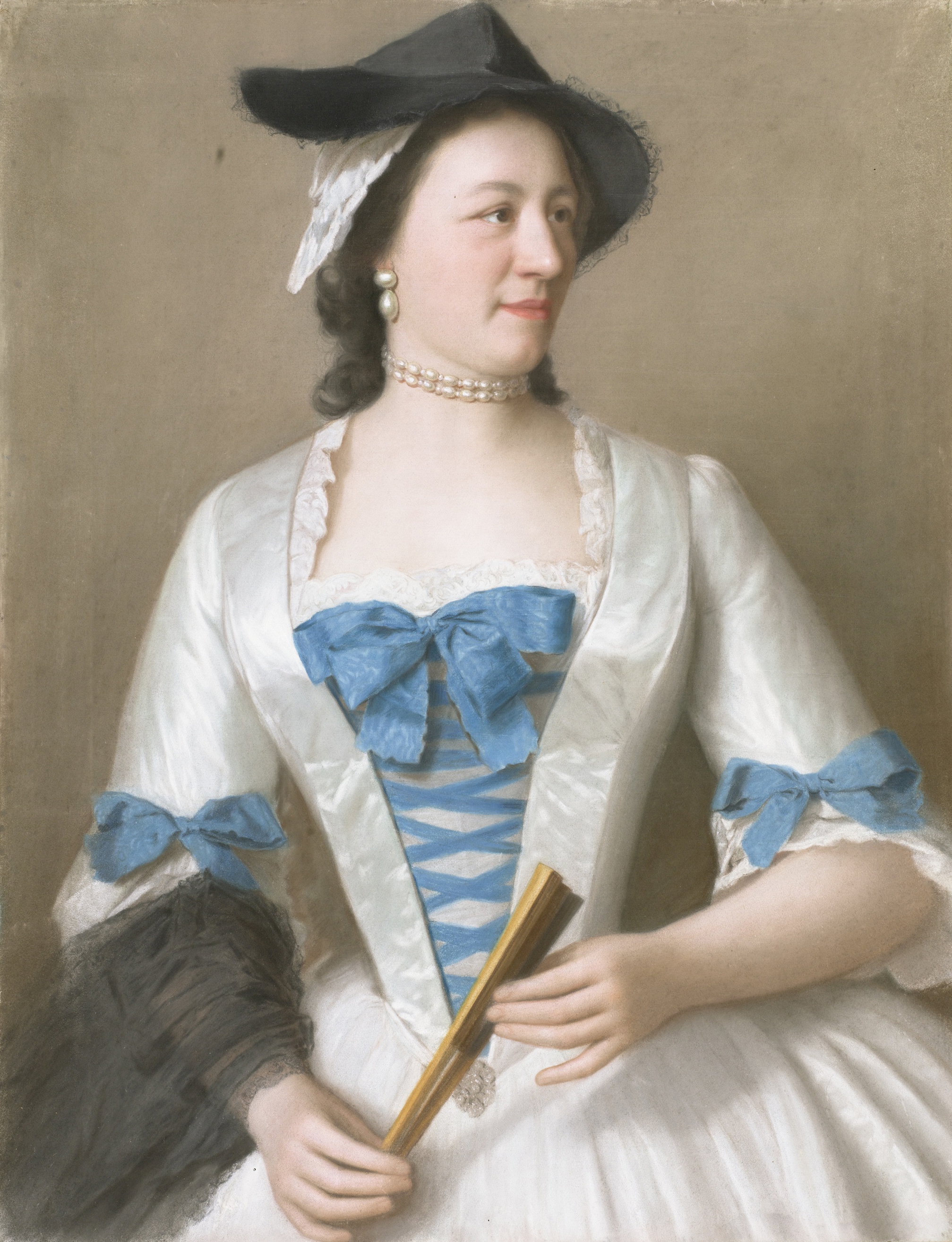
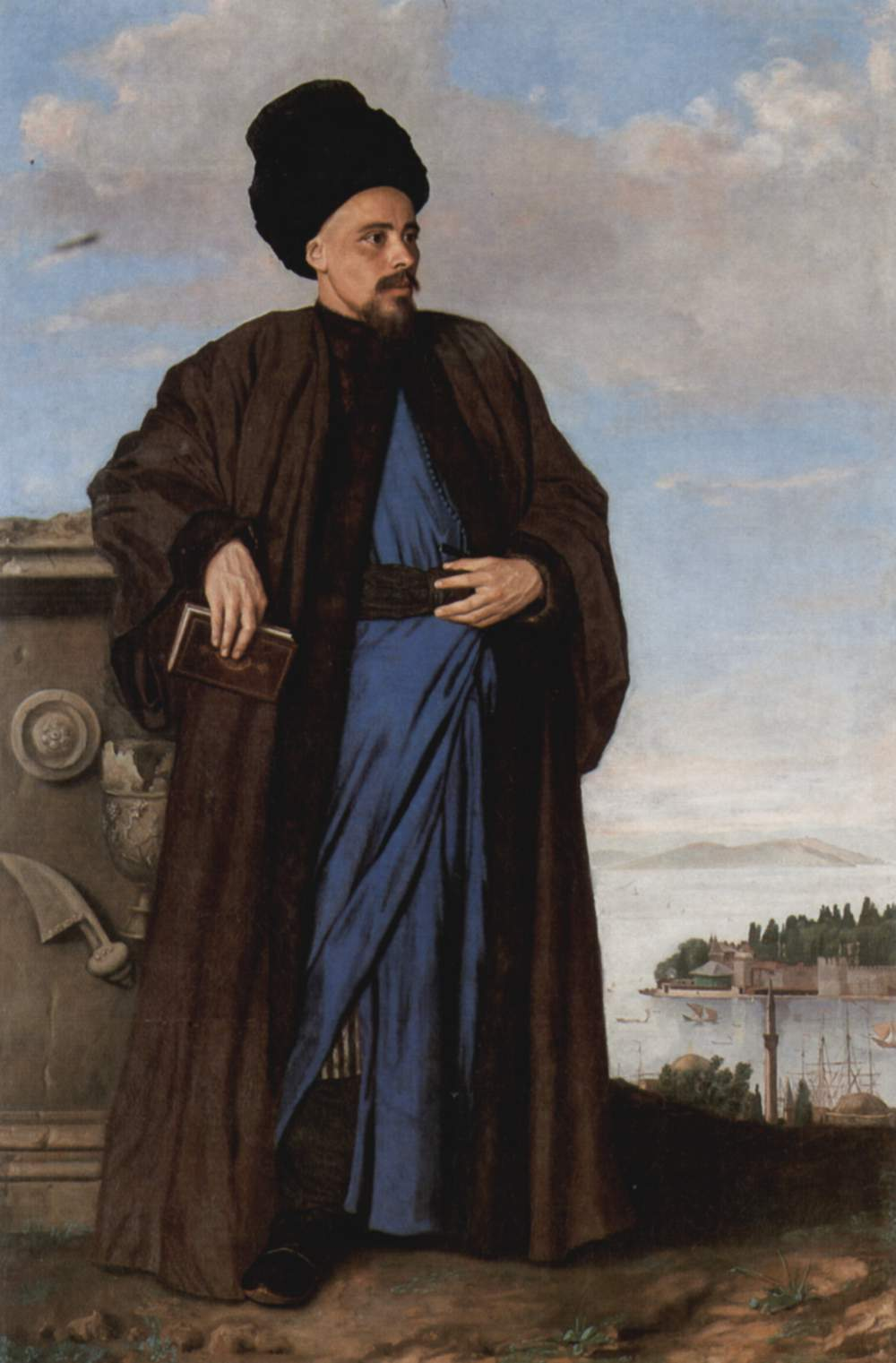
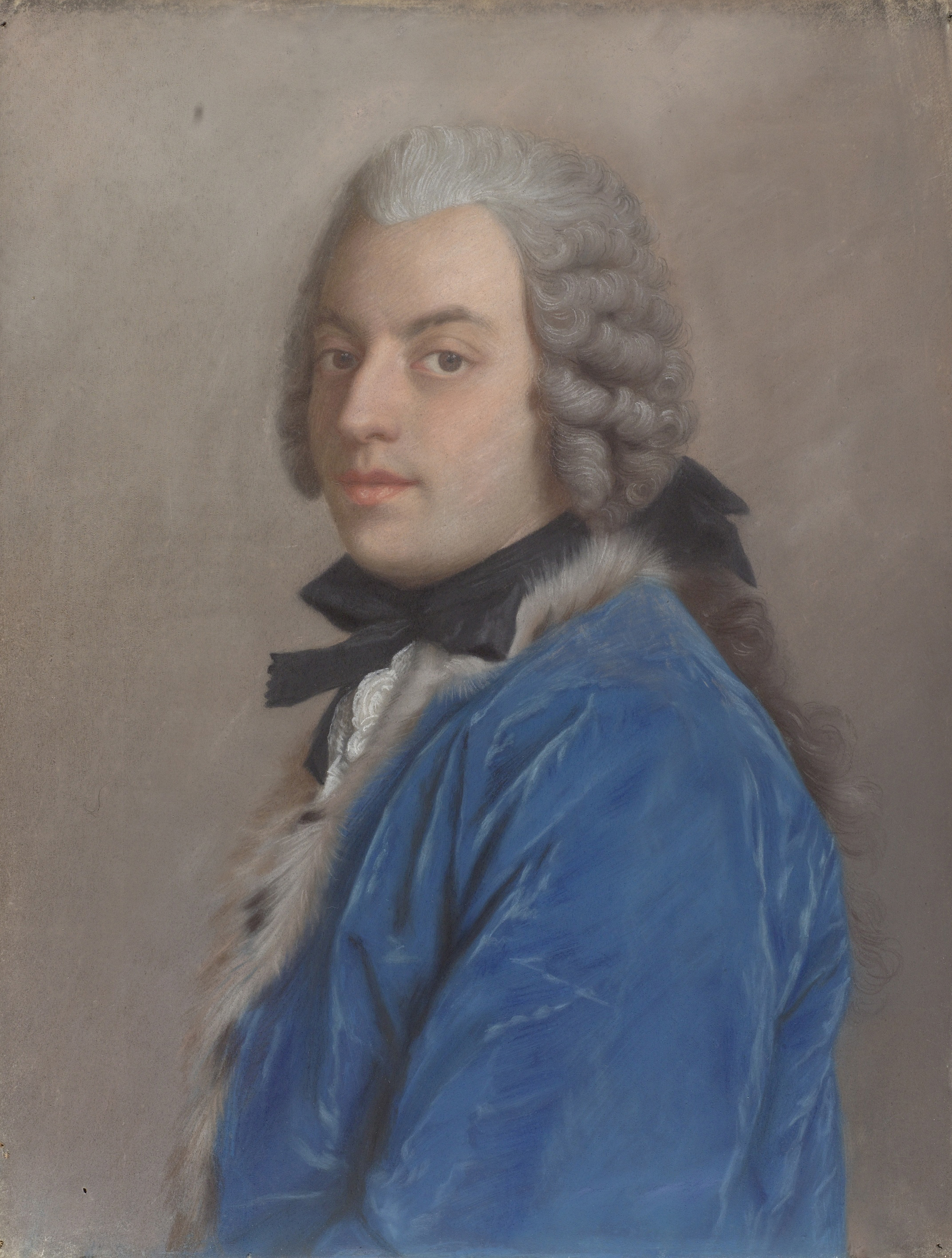
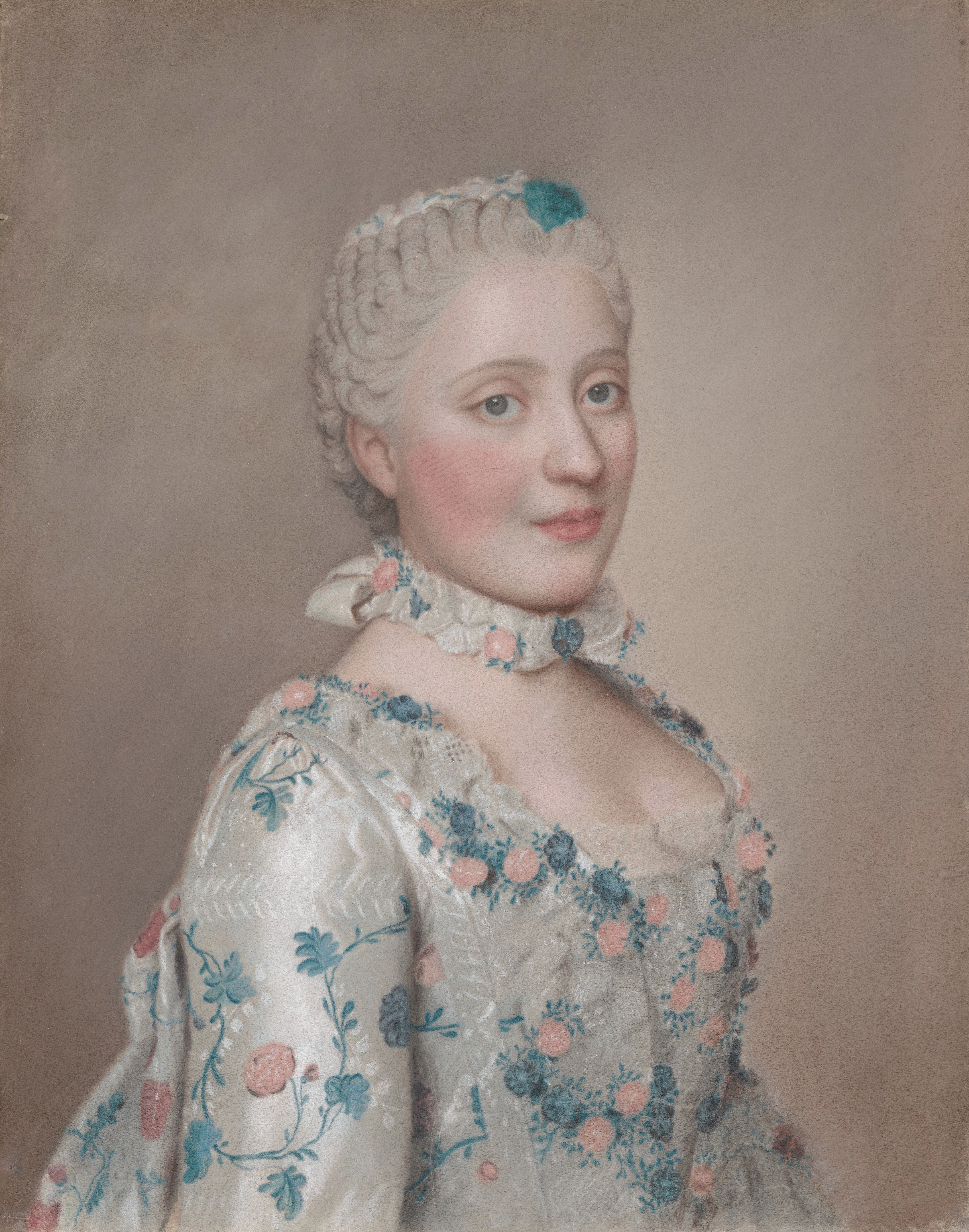
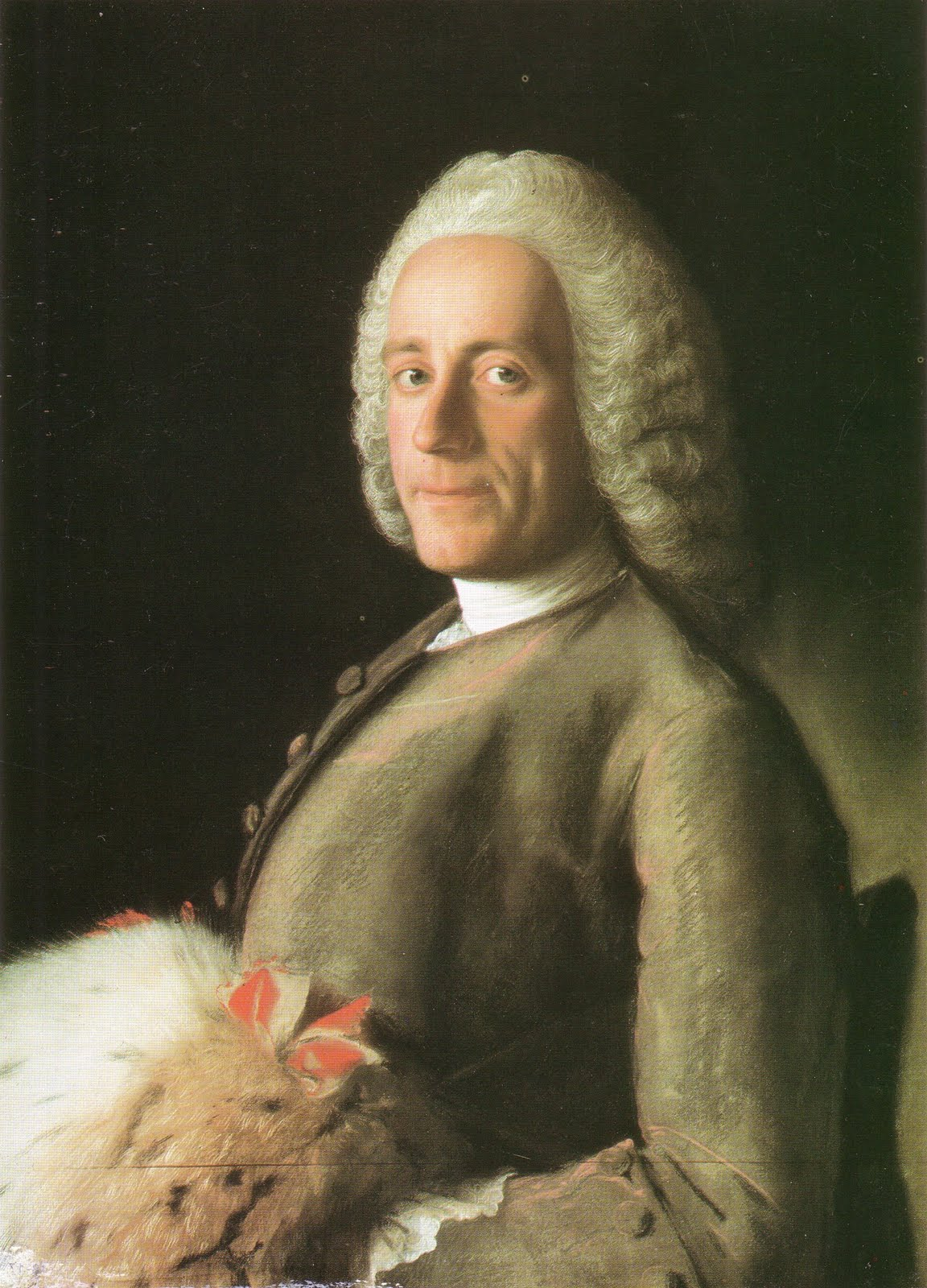
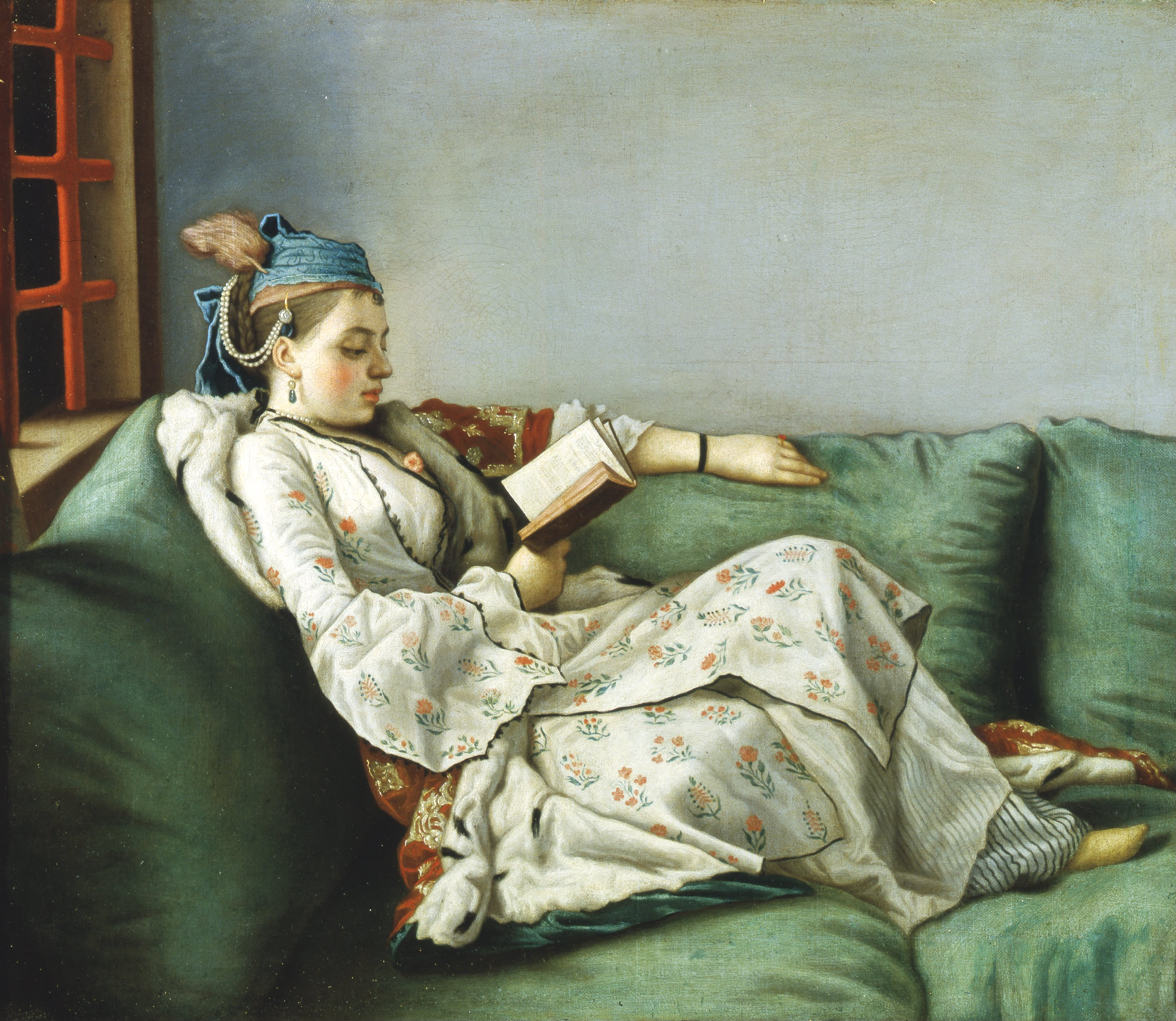
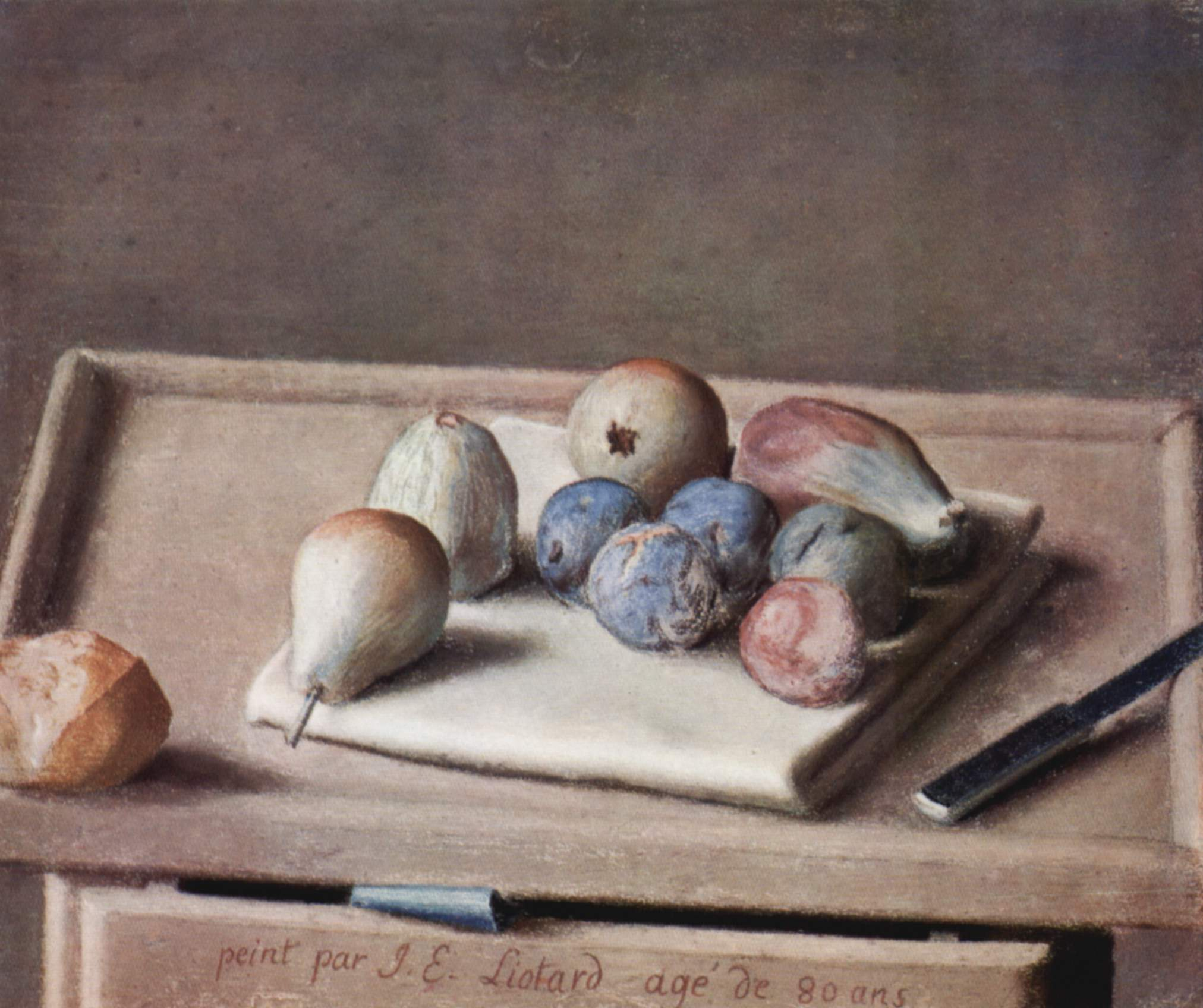
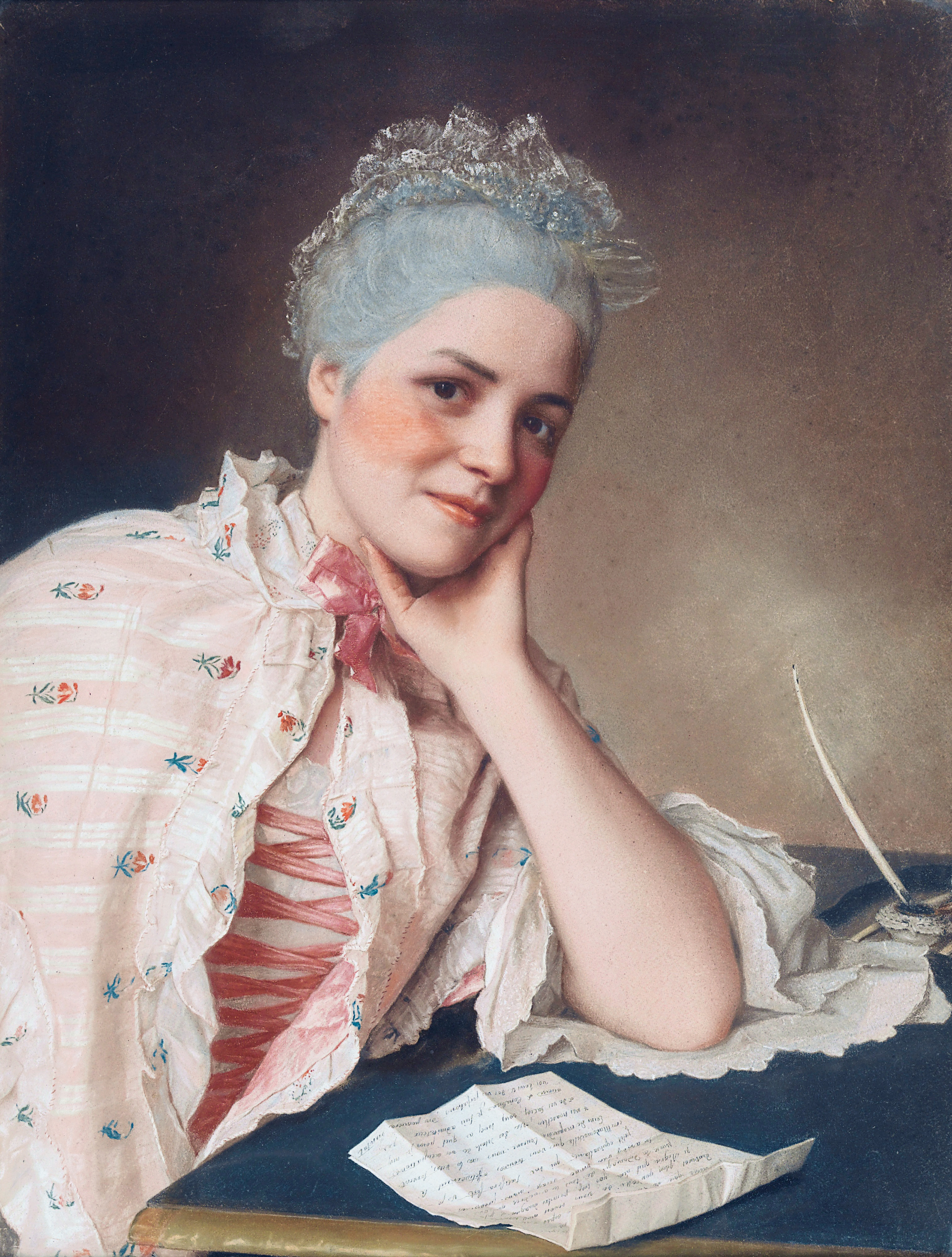
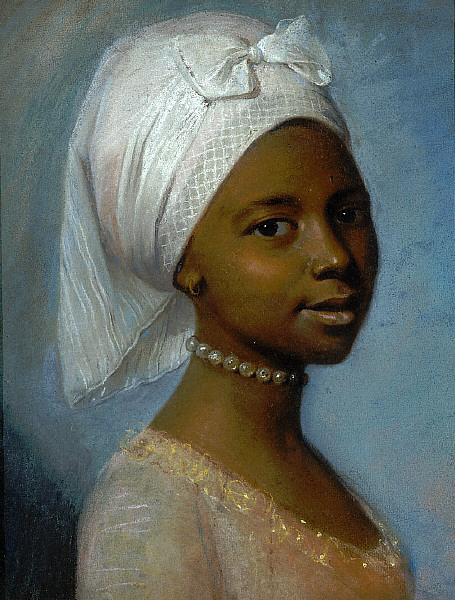
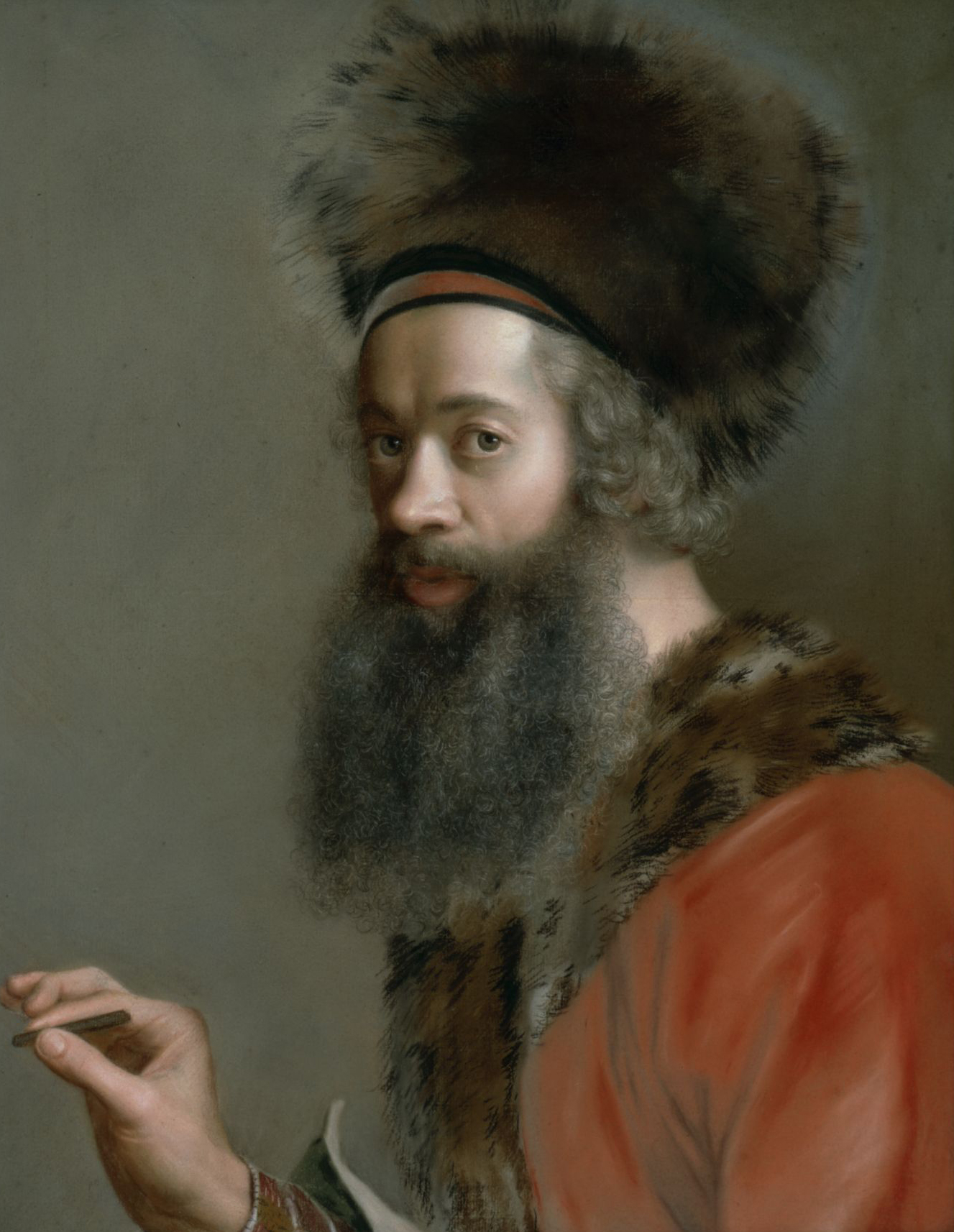
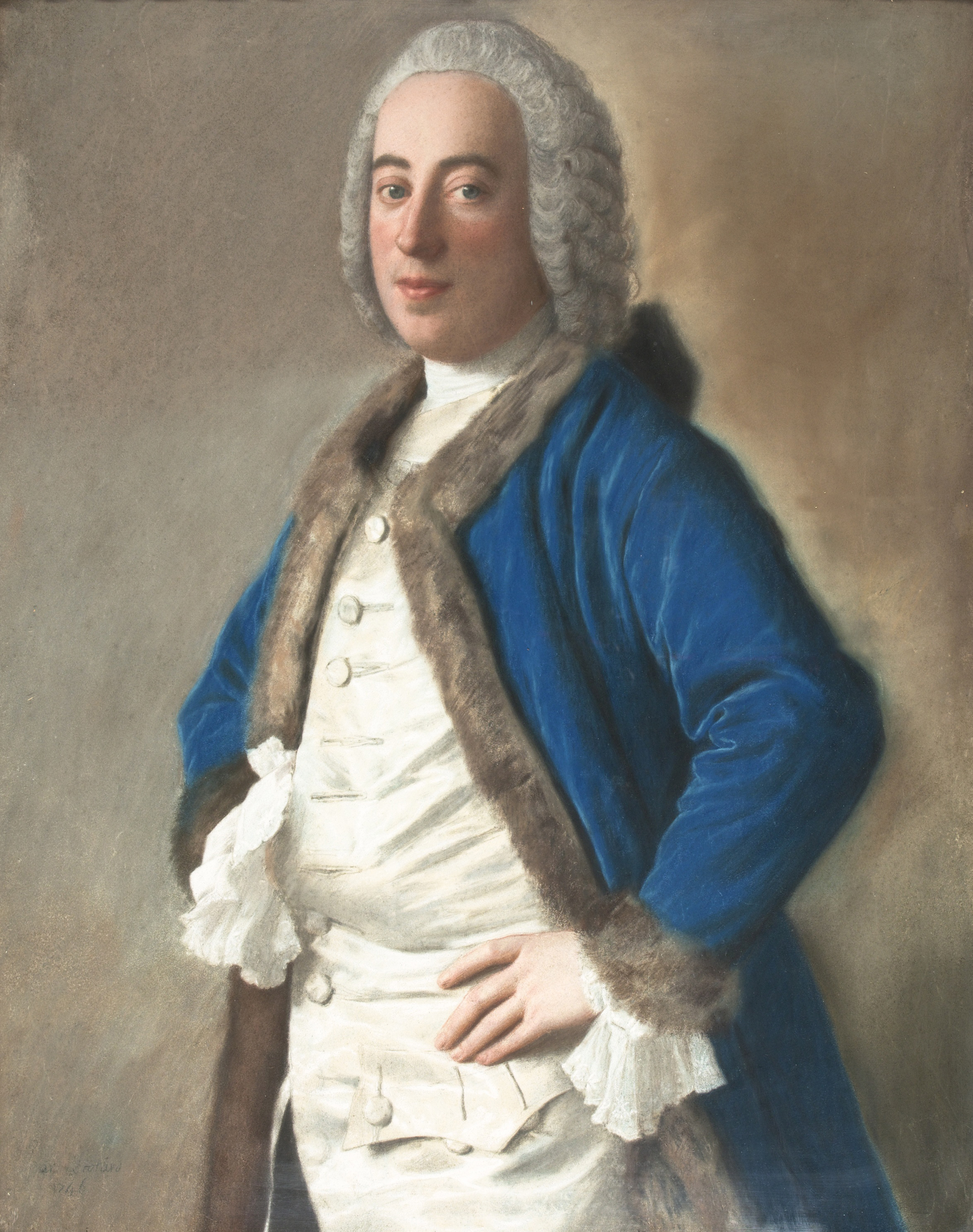
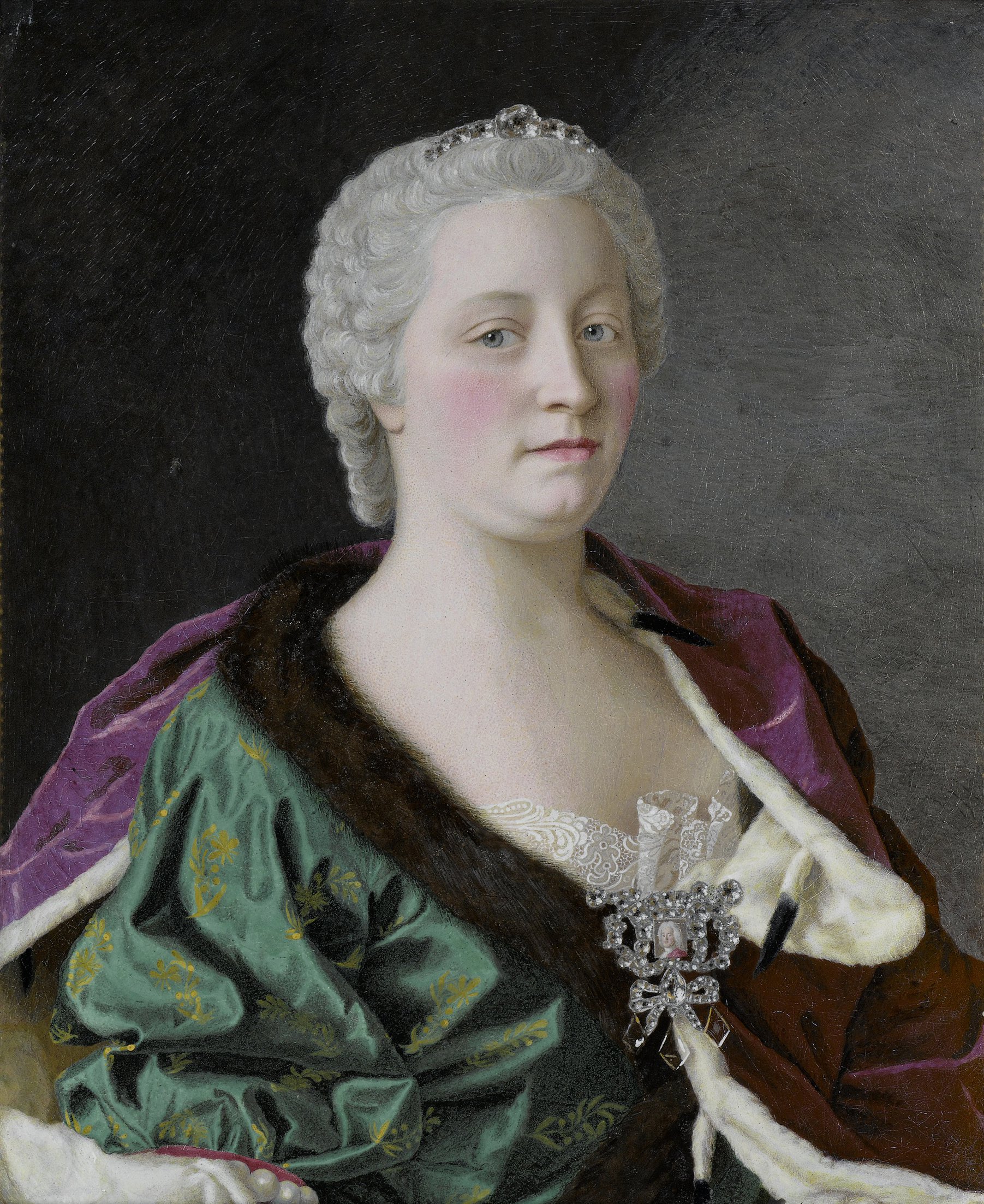
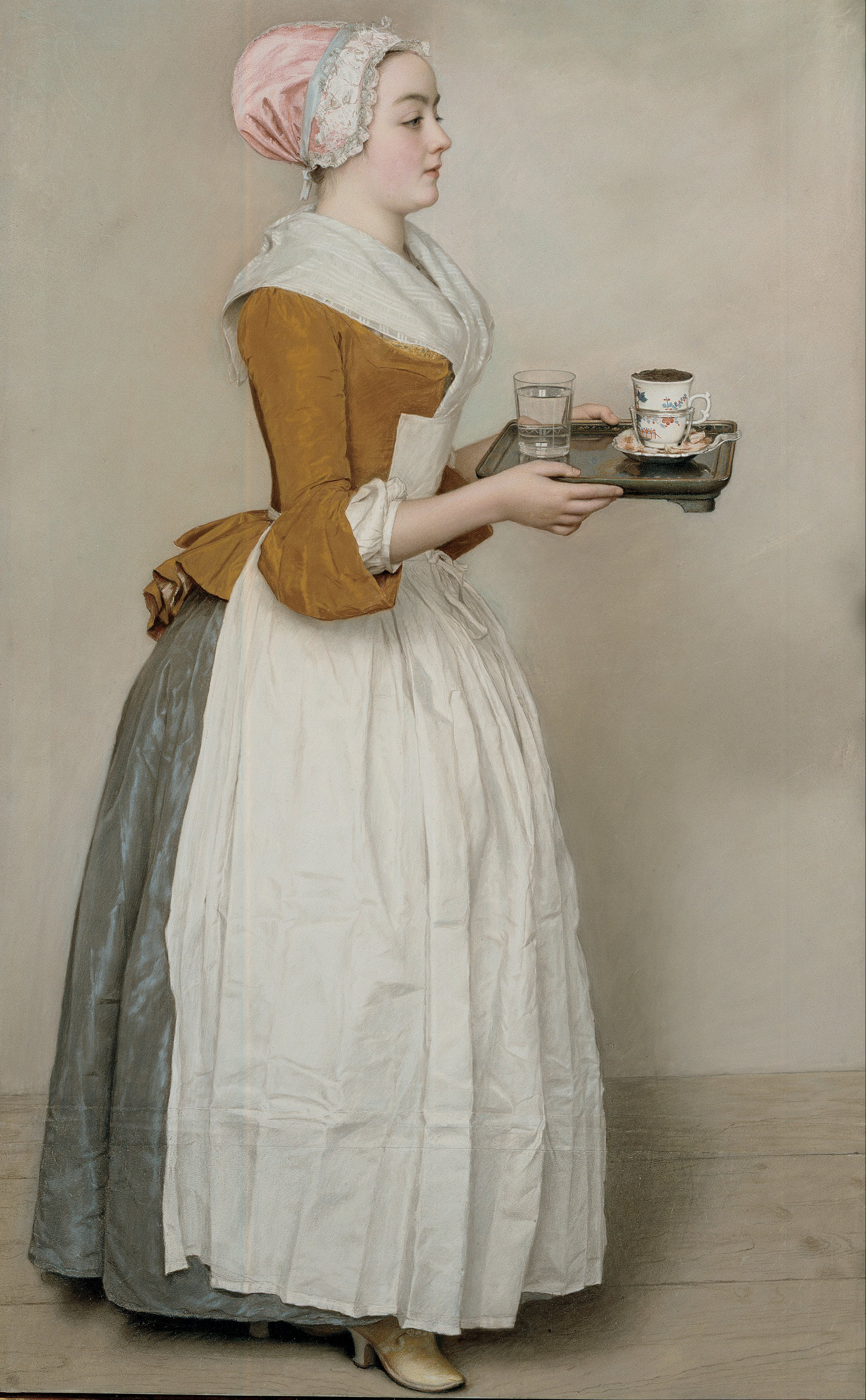
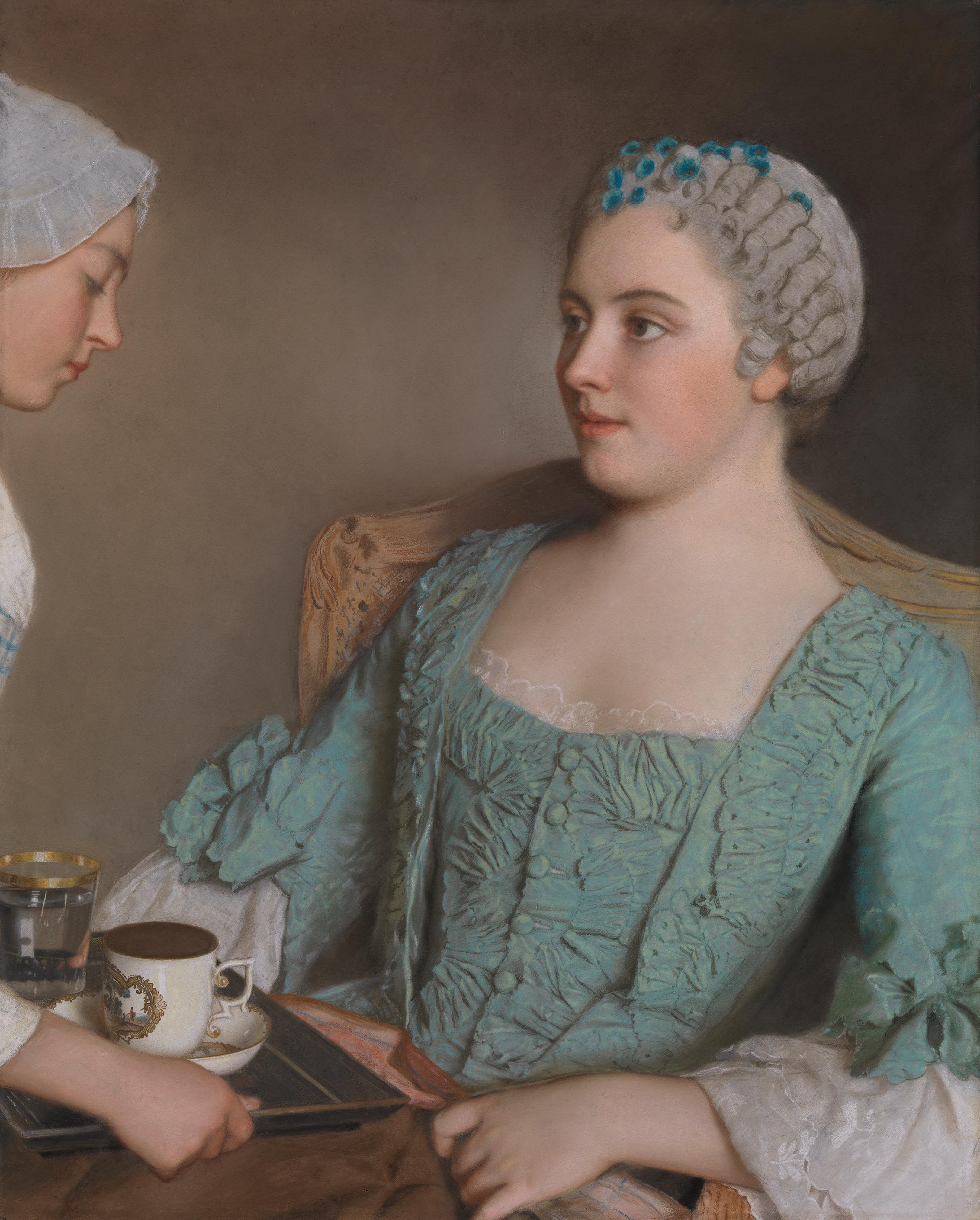
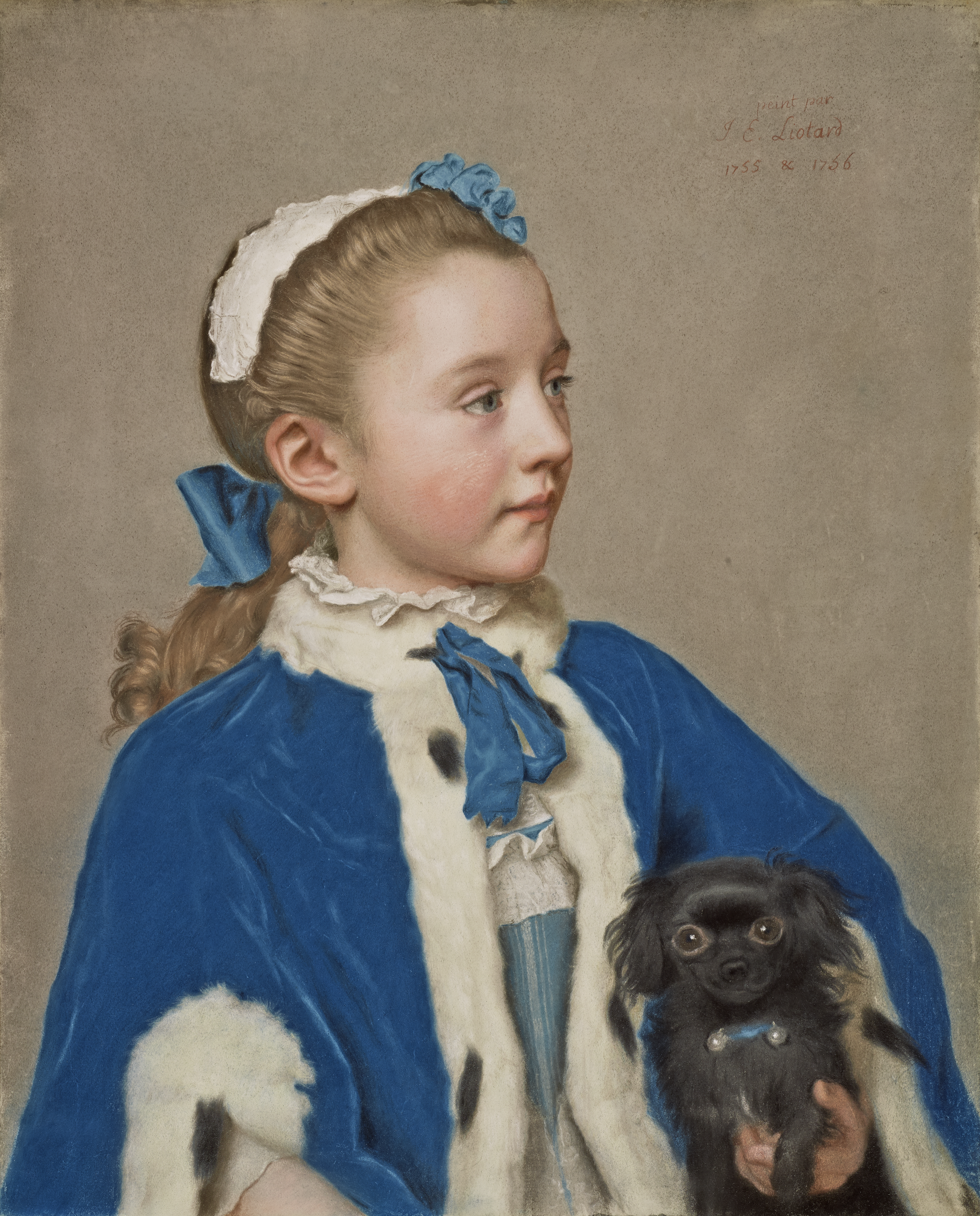
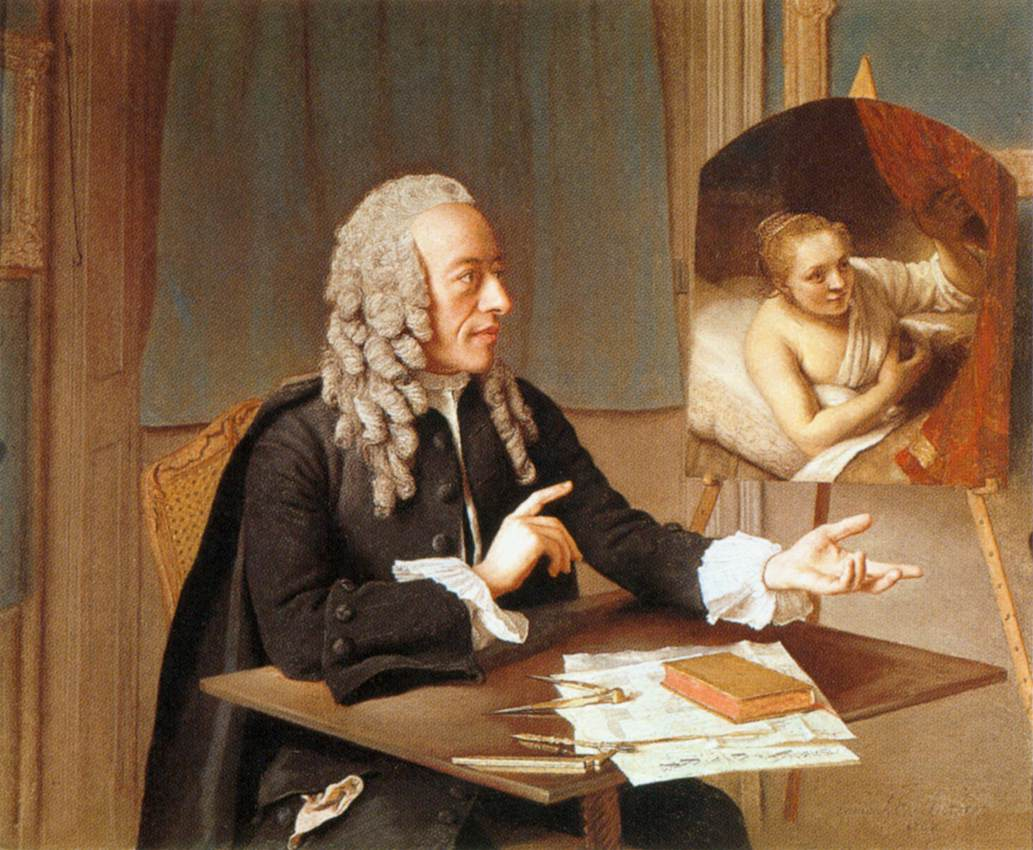
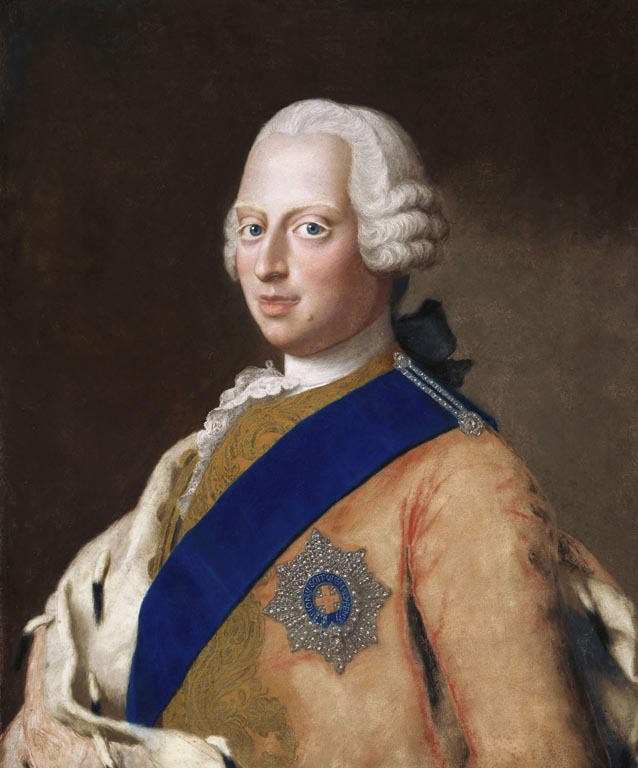
حدوداً بین ۱۷۸۱ تا ۱۷۸۳ م.
مرکز گتی